# MullMuzzler 2
Albums de MullMuzzler
Keep It To Yourself
(1999) Elements of Persuasion
(James LaBrie)
(2005)
MullMuzzler 2 est le second album solo de James LaBrie, chanteur du groupe de metal progressif Dream Theater.
Cet album est sorti le 11 septembre 2001.

## Liste des titres
1. Afterlife - 5:21
2. Venice Burning - 6:26
3. Confronting the Devil - 6:20
4. Falling - 3:52
5. Lost – 3:41
6. Stranger - 6:32
7. A Simple Man - 5:20
8. Save Me - 4:11
9. Believe - 5:00
10. Listening - 4:14
11. Tell Me - 5:14